# Voiteștii din Deal, Gorj
Voiteștii din Deal este un sat în comuna Bălănești din județul Gorj, Oltenia, România.

## Monumente
- Casa Memorială „Ion Popescu-Voitești”
- Biserica de lemn Sf. Dumitru din Voiteștii din Deal

 Acest articol despre o localitate din județul Gorj este deocamdată un ciot. Puteți ajuta Wikipedia prin completarea lui.